# Partikel (lingvistik)
Partikel är en ganska vag grammatisk term som oftast avser oböjliga "småord". vilka inte naturligt hör hemma i de mer etablerade ordklasserna adverb, konjunktioner, prepositioner och interjektioner. I svenskan kallas till exempel ju, nå och väl för diskurspartiklar. Engelskans well, spanskans bueno och portugisiskans bom är också partiklar om de inleder en sats.
I grammatiska beskrivningar av kinesiska, japanska och koreanska har termen en given plats. I kinesiskan uttrycks till exempel tempus med hjälp av partiklar. Termen frågepartikel är etablerad för språk som ryskan, polskan och finskan. Partiklar behöver inte alltid vara självständiga ord; de kan vara påhängda morfem, som frågepartikeln i finskan. Termen partikel används ofta för morfem som används för att bilda indefinita och negerade pronomen i ryskan.
En speciell och väldefinierad typ av partiklar är verbpartiklar. Se även partikelverb.